# Isolabona
Isolabona (L'Îsura in ligure) è un comune italiano di 701 abitanti della provincia di Imperia in Liguria.

## Geografia fisica
Isolabona è situata in val Nervia, tra i comuni montani di Rocchetta Nervina, a nord, e Dolceacqua a sud.
Esso si presenta come il tipico borgo dell'entroterra ligure di Ponente, racchiuso da una cinta fortificata. Le strette vie mettono in comunicazione le due piazze principali, chiamate Piazza Piccola e Piazza Grande. Nella prima è presente una fontana ottagonale del 1486, mentre sulla seconda si affacciano l'oratorio e la chiesa parrocchiale.
Tra le vette del territorio isolese il monte Gouta (1315 m), il monte Altomoro (908 m), il monte Morgi (817 m) e il monte Olivastro (700 m).

## Origini del nome
Il toponimo Isolabona deriva dall'unione dei termini "insula" cioè isola, perché il paese è collocato su una sorta di isolotto definito dal torrente Nervia e un suo affluente, il Merdanzo, e "bona" (traduzione letterale del termine "buona") per la proverbiale cordialità ed ospitalità dei suoi abitanti e per il clima mite.

## Storia
Un primo insediamento - denominato genericamente con il termine castellum e, probabilmente, localizzabile nei pressi dell'odierno cimitero urbano ove è situata la chiesa di San Giovanni Battista - è citato all'inizio del XIII secolo.
Al 1287, con l'acquisto del territorio apricalese da parte di Oberto Doria, la comunità di Isolabona (che dalla pieve progressivamente si sviluppò più nel fondovalle, intorno al locale castello) venne unita a quella di Apricale all'interno del Marchesato di Dolceacqua; tale unione amministrativa dei due borghi perdurò fino al 1573.
Al 1524 risale, invece, il passaggio del marchesato dolceacquino nel Ducato di Savoia.
Con l'annessione del contado di Nizza alla Prima Repubblica francese, nel 1793, Isolabona entrò a far parte del cantone di Perinaldo (distretto di Mentone), poi di Monaco nel dipartimento francese delle Alpi Marittime.
Nel 1805 restò nel cantone di Dolceacqua (che sostituì Perinaldo come capoluogo), ma passò nel nuovo distretto di Sanremo, dello stesso dipartimento, esteso a est per annessione di una parte della Repubblica Ligure.
Alla caduta del Primo Impero francese, nel 1815, tornò al Regno di Sardegna, come stabilito dal Congresso di Vienna, e successivamente nel Regno d'Italia, dal 1861. La municipalità di Isolabona fu sottoposta nel III mandamento di Dolceacqua del circondario di Sanremo della provincia di Nizza (poi provincia di Porto Maurizio dopo la cessione alla Francia del territorio nizzardo).
Dal 1973 al 30 aprile 2011 ha fatto parte della Comunità montana Intemelia.

### Simboli
Stemma
Gonfalone

Lo stemma e il gonfalone sono stati concessi con il decreto del presidente della Repubblica del 16 agosto 1952.

## Monumenti e luoghi d'interesse

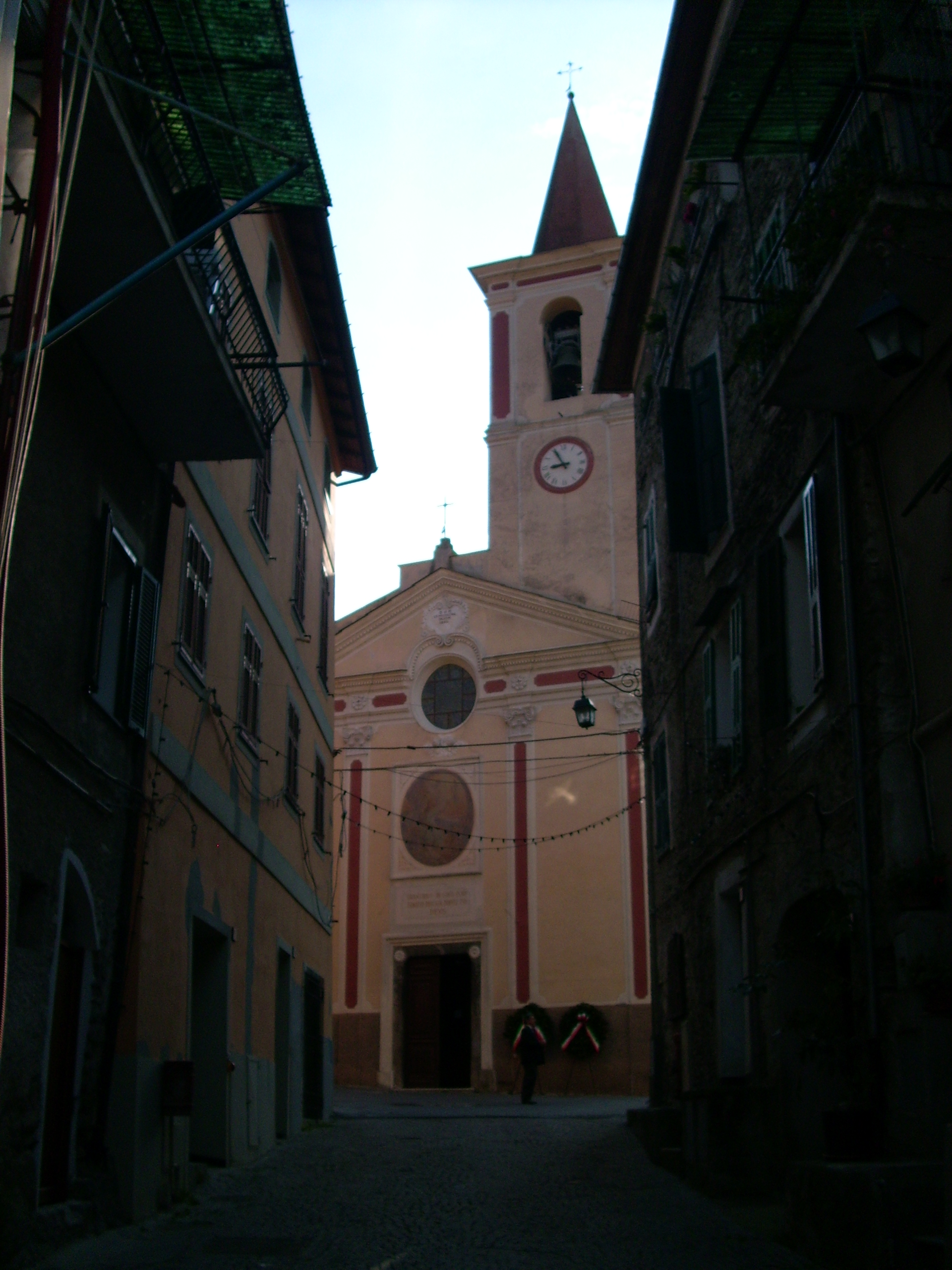
La chiesa di Santa Maria Maddalena nel centro storico di Isolabona

### Architetture religiose
- Chiesa parrocchiale di Santa Maria Maddalena nel centro storico di Isolabona. La struttura originale è di un edificio del tardo medioevo[12], probabilmente del XV secolo, di cui restano le colonne nella cantoria. L'edificio venne rimaneggiato nel corso del Settecento nelle forme barocche[12], ma conservandone le parti antiche medievali, e ancora nella metà dell'Ottocento[12]. Fu eretta al titolo di parrocchia nel 1641 dal vescovo di Ventimiglia monsignor Lorenzo Gavotti. Conserva sull'altare maggiore un crocifisso ligneo del Cinquecento.
- Oratorio di Santa Croce nel centro storico di Isolabona, nei pressi della parrocchiale, datato alla fine del XV secolo[12] ma rifatto nelle forme barocche nel XVIII secolo[12] e ancora rimaneggiato nella metà del XIX secolo[12].
- Santuario di Nostra Signora delle Grazie, al di fuori del centro storico, lungo la strada provinciale 64. Costruito nel tardo medioevo[12], presenta un portico dorico seicentesco affrescato dal pittore Giovanni Cambiaso[12].Santuario di Nostra Signora delle Grazie, Isolabona

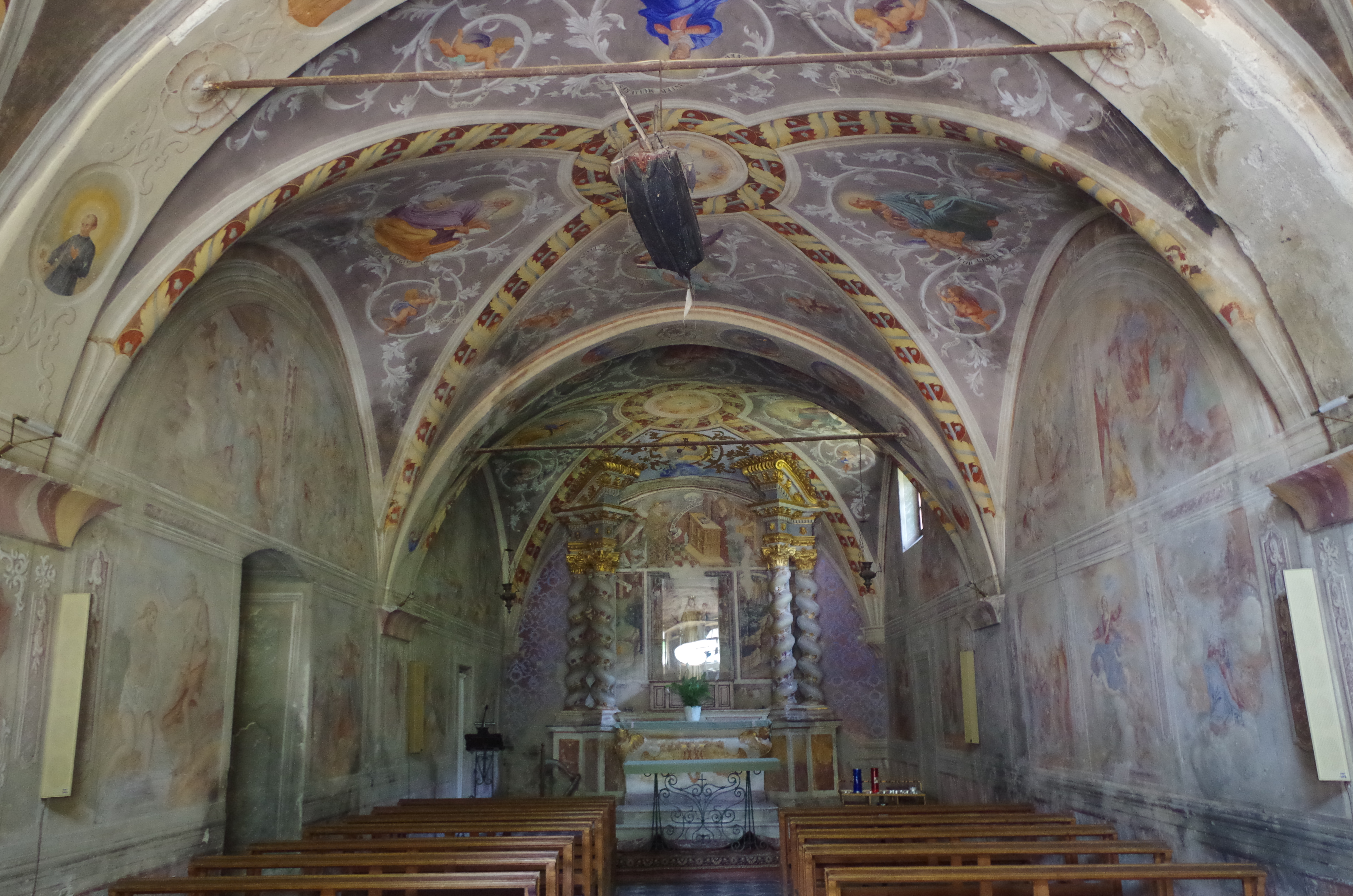
Santuario di Nostra Signora delle Grazie, Isolabona

- Chiesetta di San Giovanni Battista. Di origine romanica e situata all'interno del cimitero urbano, conserva un affresco tardo quattrocentesco raffigurante il Battesimo di Cristo[12].Chiesetta di San Giovanni Battista, Isolabona

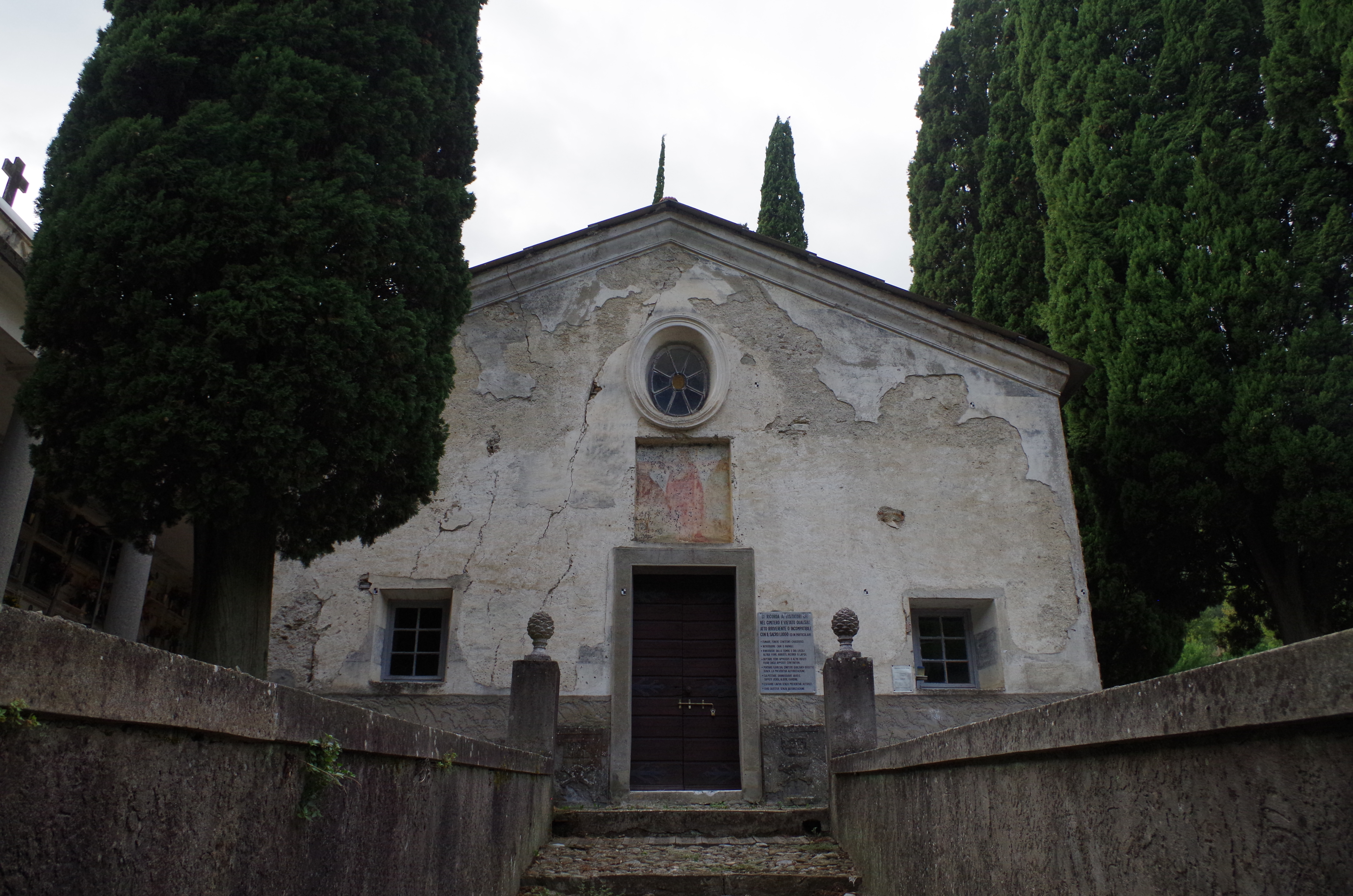
Chiesetta di San Giovanni Battista, Isolabona

### Architetture civili
- Ponte di origine tardo medievale, detto del Molino, costruito con un'unica arcata e con piccola edicola al centro, permette l'attraversamento sul torrente Nervia e l'accesso al centro storico isolese.
- Fontana pubblica nel centro storico isolese, datata al 1486 come attestato dalla datazione ivi incisa, formata da una vasca dalle forme ottagonali e da una centrale colonna che a sua volta sorregge una vaschetta marmorea.

### Architetture militari
- Castello di Isolabona. La postazione militare (prima) e residenziale (poi) fu costruita nel corso del XIII secolo dai feudatari Doria per la difesa del borgo, in una zona sopraelevata a nord-est del borgo storico. Il castello - citato assieme ad Isolabona a partire dal 1287 - si presenta con un corpo di fabbrica di forma esagonale, in pietra arenaria, con portale ad arco acuto e da un'alta torre quadrangolare aperta da feritoie. La struttura subì gravosi danni durante il terremoto di Diano Marina del 1887 e solamente nel 1989 sono stati avviati progetti concreti di restauro e di consolidamento. Le sale del castello ospitano durante la stagione estiva rassegne teatrali, musicali e culturali.

## Società

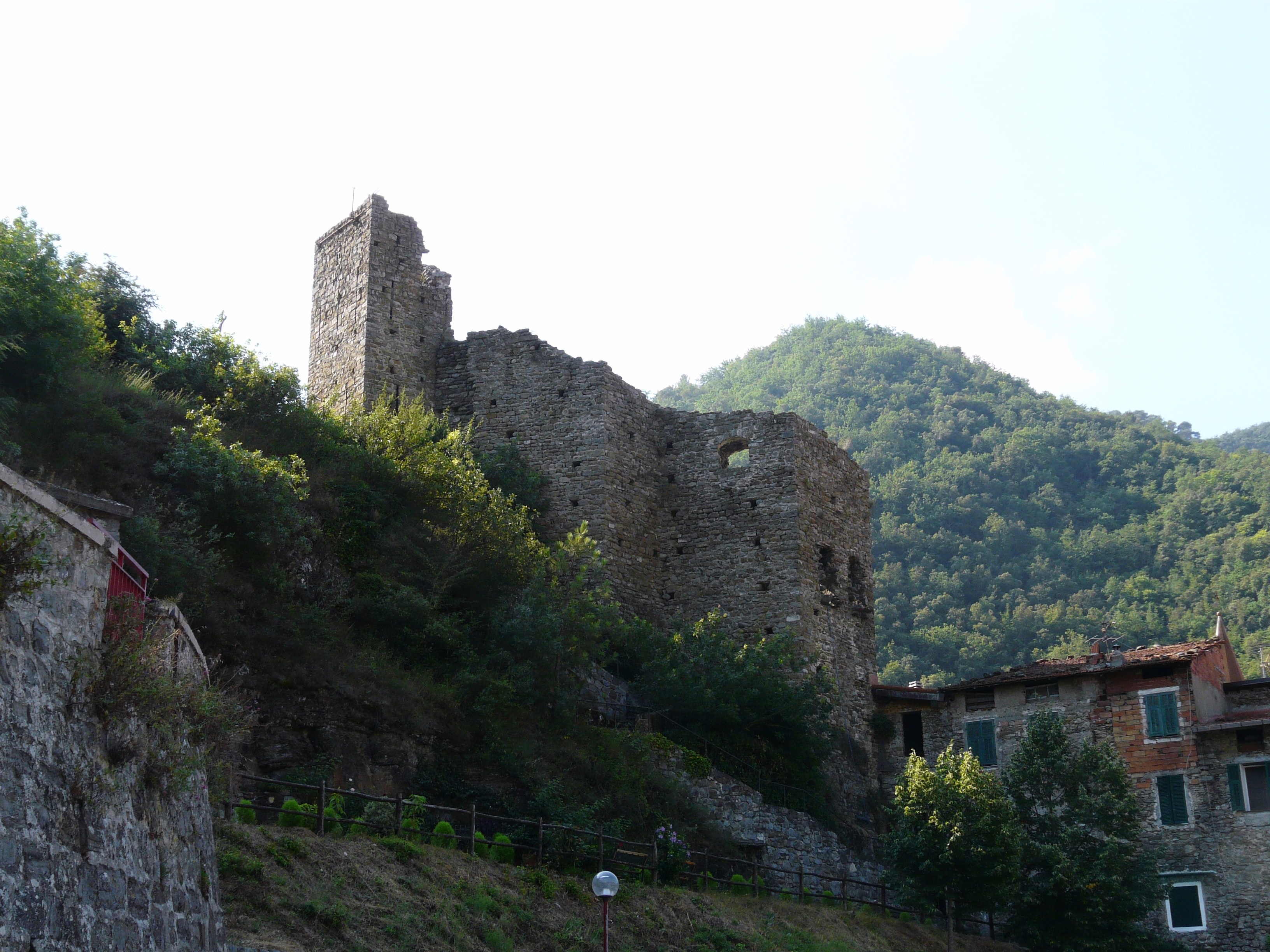
Il castello dei Doria

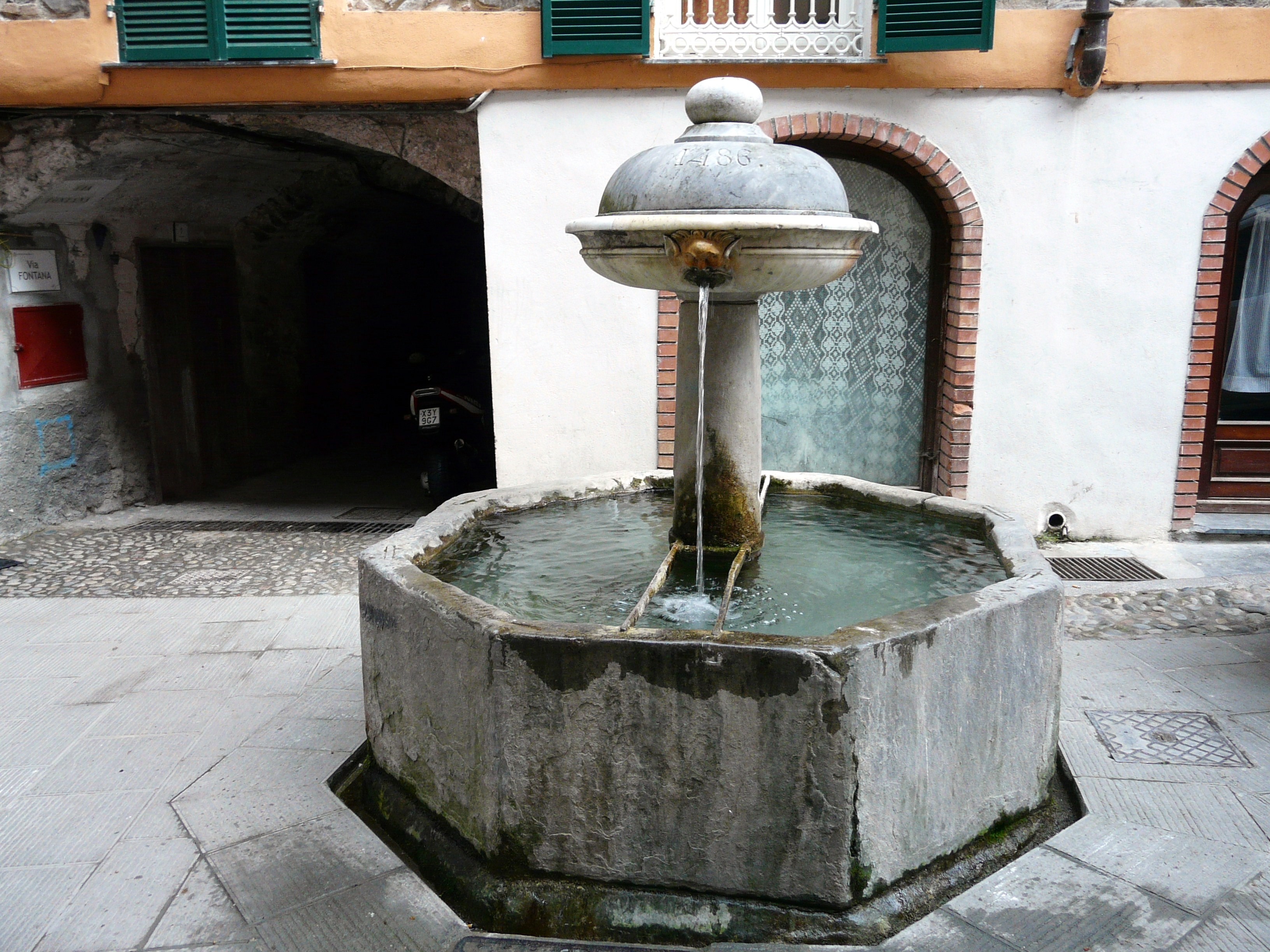
La fontana ottagonale del 1486 nel centro storico isolese

### Evoluzione demografica
Abitanti censiti

### Etnie e minoranze straniere
Secondo i dati Istat al 31 dicembre 2019, i cittadini stranieri residenti ad Isolabona sono 106, così suddivisi per nazionalità, elencando per le presenze più significative:
1. Albania, 46

## Cultura

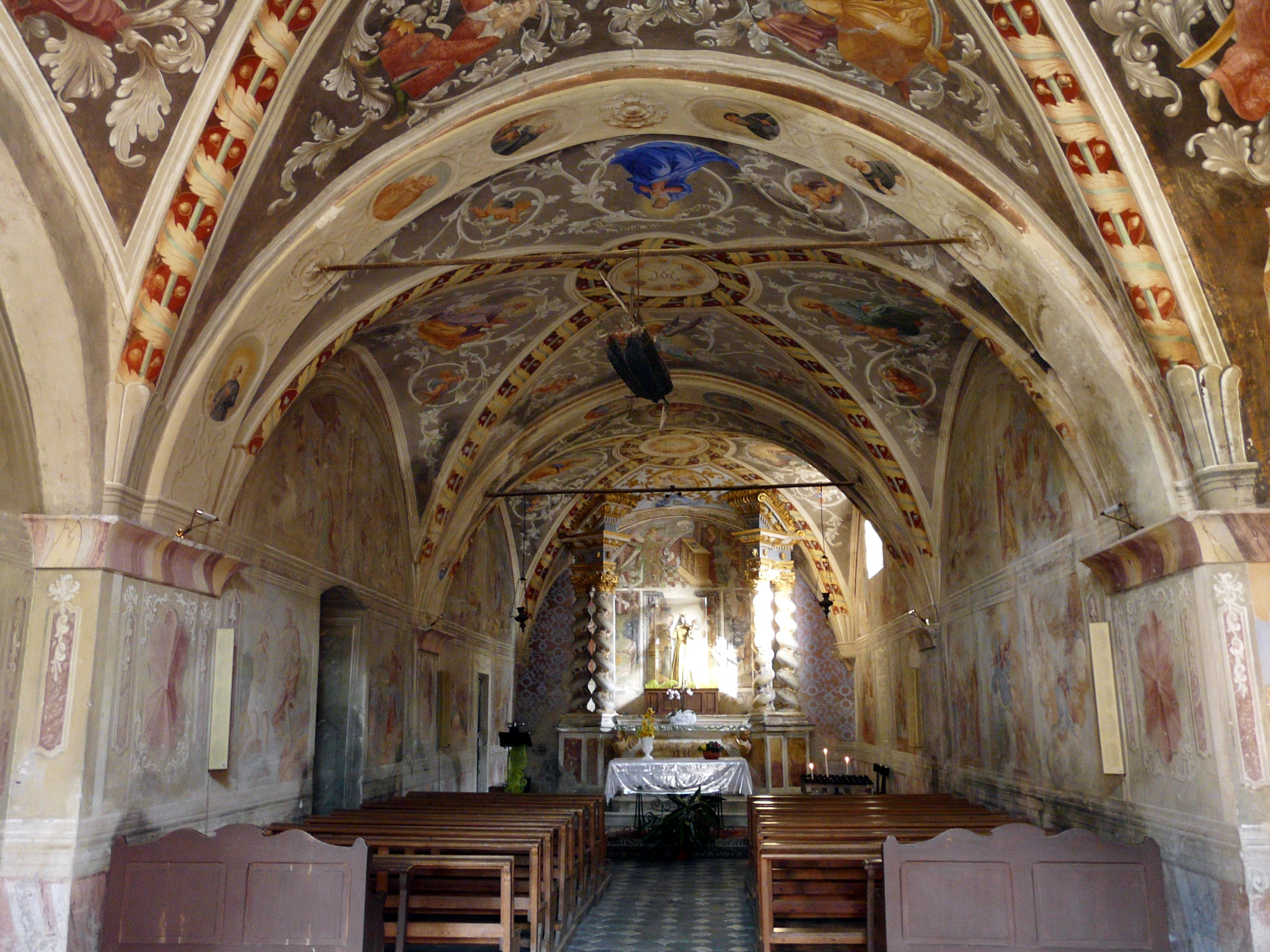
Gli interni affrescati da Giovanni Cambiaso del santuario di Nostra Signora delle Grazie

### Eventi
- "Festival Internazionale delle Arpe", nel mese di luglio, presso il castello di Isolabona.
- Torneo di pallapugno ("balùn" nel gergo locale), a fine luglio.

## Geografia antropica
Il territorio comunale è da una superficie territoriale di 12,35 km².
Confina a nord con il comune di Pigna, a sud con Dolceacqua, ad ovest con Pigna, Rocchetta Nervina e Dolceacqua, ad est con Pigna ed Apricale.

## Economia

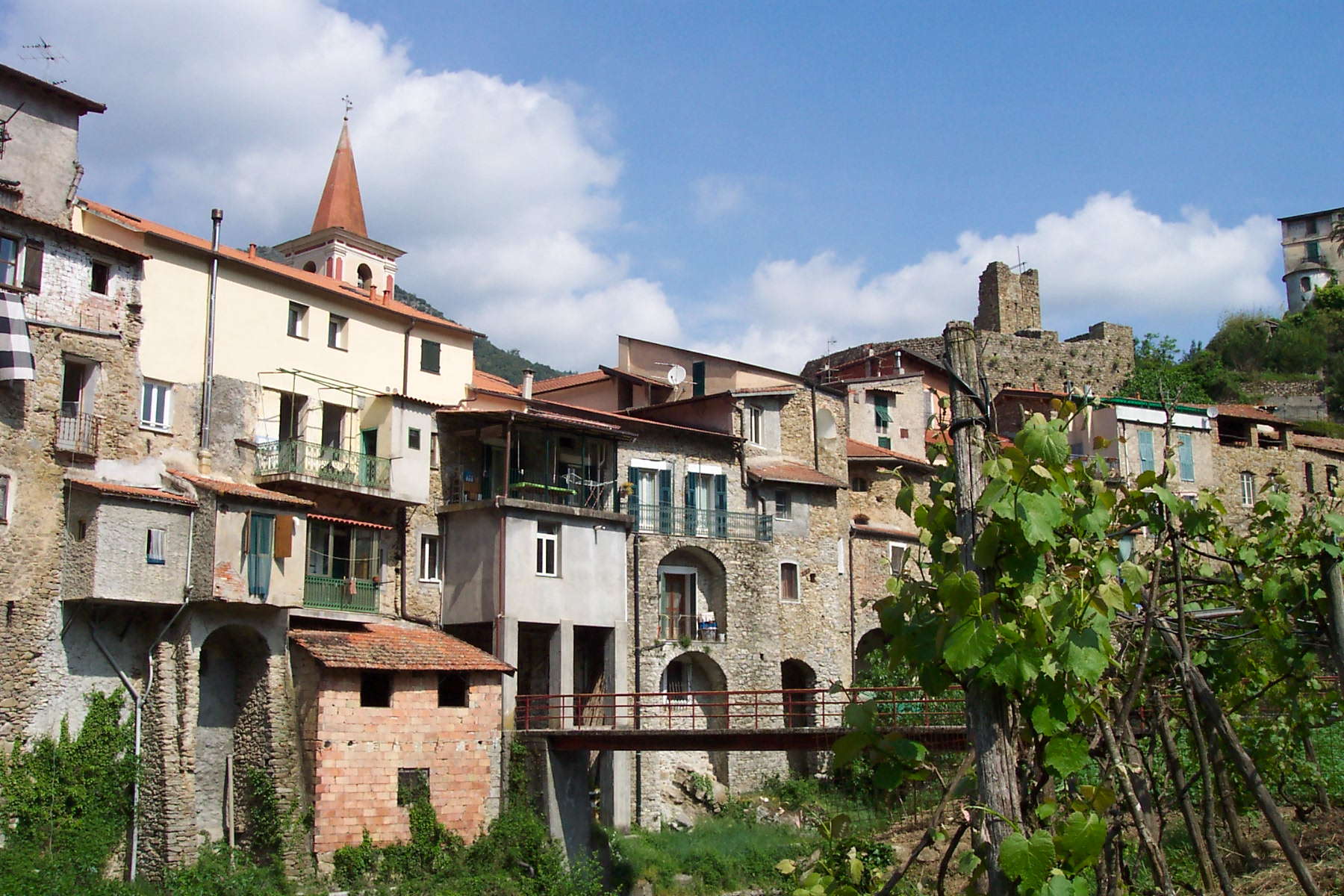
Scorcio del centro storico e del castello doriesco

L'economia di Isolabona è prevalentemente agricola, dedite alla coltivazione e produzione di vini rossi, il Rossese, e olio di oliva.

## Infrastrutture e trasporti

### Strade
Il territorio di Isolabona è attraversato principalmente dalla strada provinciale 64 che permette il collegamento con Dolceacqua, a sud, e Pigna verso nord. Altra arteria provinciale è la SP 63 per Apricale.

## Amministrazione

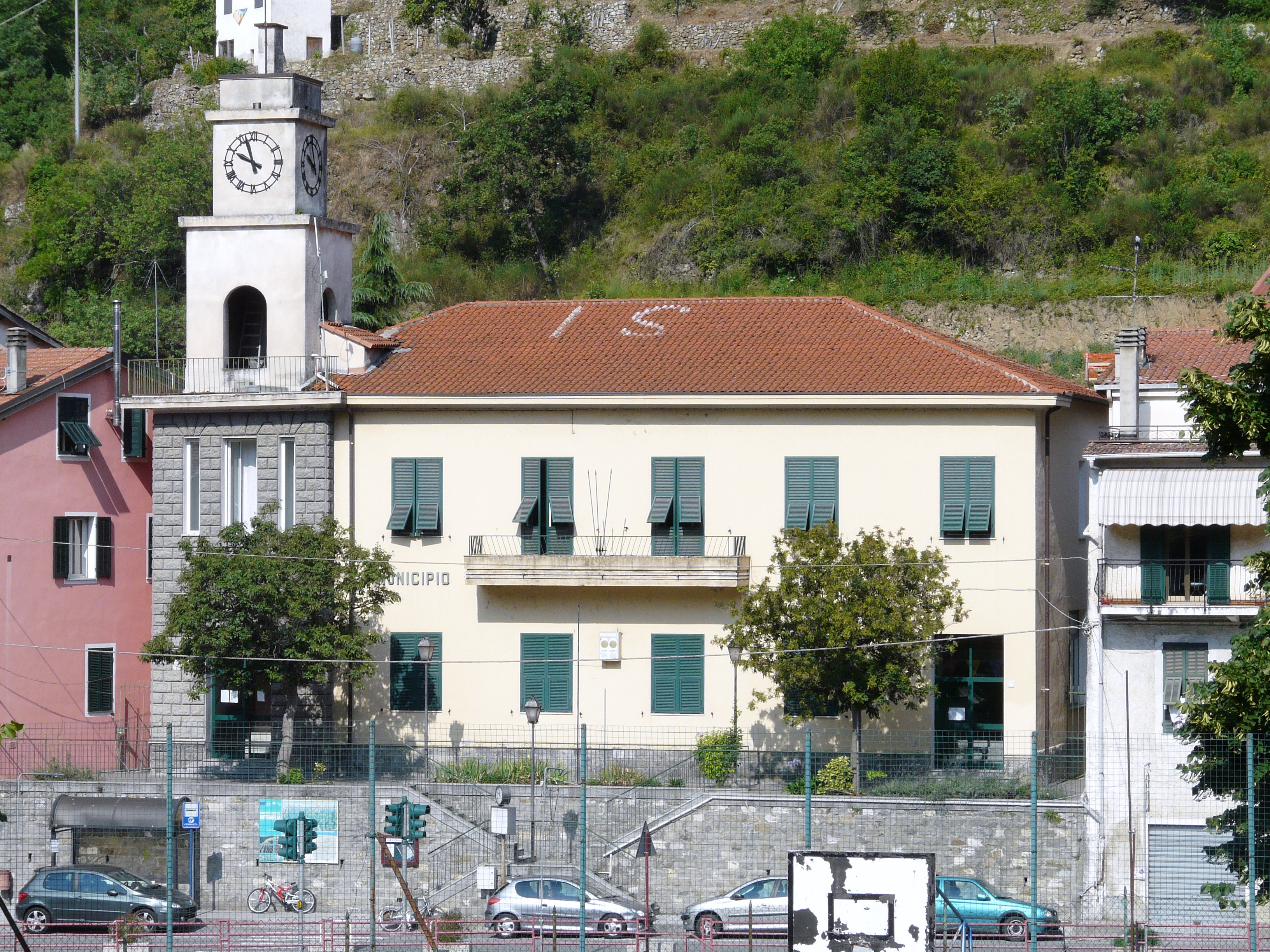
Il municipio

| Periodo        | Periodo        | Primo cittadino   | Partito                                     | Carica  | Note |
| -------------- | -------------- | ----------------- | ------------------------------------------- | ------- | ---- |
| 23 luglio 1987 | 6 giugno 1990  | Danilo Veziano    | Democrazia Cristiana                        | Sindaco |      |
| 6 giugno 1990  | 24 aprile 1995 | Danilo Veziano    | Democrazia Cristiana                        | Sindaco |      |
| 24 aprile 1995 | 14 giugno 1999 | Danilo Veziano    | lista civica                                | Sindaco |      |
| 2 luglio 1999  | 14 giugno 2004 | Danilo Veziano    | lista civica                                | Sindaco |      |
| 14 giugno 2004 | 8 giugno 2009  | Sandro Pastor     | lista civica                                | Sindaco |      |
| 8 giugno 2009  | 26 maggio 2014 | Danilo Veziano    | Paese con fontana e castello (lista civica) | Sindaco |      |
| 26 maggio 2014 | 26 maggio 2019 | Dario Faraone     | Rinnovare si può (lista civica)             | Sindaco |      |
| 27 maggio 2019 | 10 giugno 2024 | Augusto Peitavino | Isolabona che c'è (lista civica)            | Sindaco |      |
| 10 giugno 2024 | in carica      | Andrea Lombardi   | Uniti per Isolabona (lista civica)          | Sindaco |      |

### Altre informazioni amministrative

Posizione del comune di Isolabona nell'Unione dei comuni delle Valli Nervia e Roja e nella provincia di Imperia

Isolabona fa parte dell'Unione dei comuni delle Valli Nervia e Roja.